# Słownik artystów na Śląsku Cieszyńskim
Słownik artystów na Śląsku Cieszyńskim – słownik biograficzny autorstwa Witolda Iwanka. Został wydany przez Muzeum Górnośląskie w Bytomiu. Nakład wynosił 550 egzemplarzy.
Słownik według autora stanowi przyczynek do poznania architektury, plastyki i rzemiosła artystycznego na Śląsku Cieszyńskim.
Książka zawiera 1442 notki biograficzne.